# Acrocercops eugeniella
Acrocercops eugeniella är en fjärilsart som först beskrevs av Van Deventer 1904.  Acrocercops eugeniella ingår i släktet Acrocercops och familjen styltmalar.
Artens utbredningsområde är Thailand. Inga underarter finns listade i Catalogue of Life.